# Тиф-Ривер-Фолс
Тиф-Ривер-Фолс (англ. Thief River Falls) — город в округе Пеннингтон, штат Миннесота, США. На площади 12,9 км² (12,4 км² — суша, 0,6 км² — вода), согласно переписи 2008 года, проживают 8472 человека. Плотность населения составляет 679,5 чел./км².
- Телефонный код города — 218
- Почтовый индекс — 56701
- FIPS-код города — 27-64570[1]
- GNIS-идентификатор — 0653129[2]